# بيتسولي
بيتسولي (بالإيطالية: Pizzoli)‏ هي بلدية في مقاطعة لاكويلا في إقليم أبروتسو الإيطالي.

## السكان
في سنة 1861 بلغ عدد السكان 3٬734 نسمة، وتطور العدد ليصل في سنة 2011 لـ 3٬773 نسمة.
يظهر هذا المخطط البياني تطور النمو السكاني لـ بيتسولي

## توأمة
لبيتسولي اتفاقيات توأمة مع كل من:
- فيرنيو
- كاربينو